# Ahmès (épouse de Thoutmôsis Ier)
Pour les articles homonymes, voir Ahmès.
Ahmès (ou Iâhmès ou encore Ahmosé), dont le nom signifie « Née de Iâh », est la grande épouse royale du pharaon Thoutmôsis Ier et la mère de la reine-pharaon Hatchepsout, ainsi que d'une autre princesse morte en bas âge, Néféroubity. Plus rarement, on en fait également la mère du fils aîné du roi mort avant son père, le prince Amenmès, voire également du second, Ouadjmès.
Le nom théophore de la reine, construit sur celui de Iah, est très courant dans la famille royale du début de la XVIIIe dynastie, et sera porté par la suite par de nombreux Égyptiens.

## Généalogie

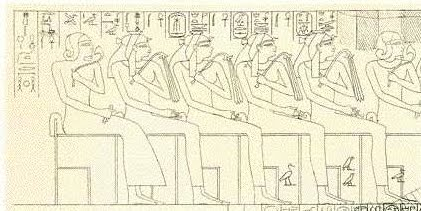
Le prince Sipair, dame royale inconnue, la reine Ahmôsis, la reine Tures et la reine Henuttamehu tels qu’ils sont représentés dans la tombe de Khabeknet à Thèbes.

Reine à l'origine encore incertaine, elle était déjà mariée et mère au moment de l'avènement de son époux et devait être, comme lui, de la même génération qu'Amenhotep Ier. Elle survit à son mari, ainsi qu'au règne de son successeur Thoutmôsis II et meurt vraisemblablement sous le règne de sa propre fille Hatchepsout.
Sur les murs du temple funéraire de cette dernière à Deir el-Bahari, elle est mise en scène dans une longue inscription proclamant l'origine divine d'Hatchepsout, dite « scène de la théogamie », où elle est visitée par le dieu Amon.

## Origine incertaine
On a longtemps voulu faire d'Ahmès la fille d'Amenhotep Ier, créant ainsi un lien familial entre les « Ahmosides » et les Thoutmôsis, mais cette ascendance est désormais fréquemment remise en cause. 
Cette attribution avait pour origine une double confusion :
- La statue[5] d'une Ahmès Nébetta, fille d'Ahhotep, était identifiée à l'épouse royale Ahmès ;
- Cette Ahhotep était considérée comme une épouse d'Amenhotep Ier[6].

Mais l'inscription de la statue indique qu'elle date de la fin du règne d'Ahmôsis Ier et la princesse Ahmès-Nébetta est aujourd'hui plus précisément identifiée comme une fille de la reine Ahhotep et du roi Seqenenrê Tâa (XVIIe dynastie), ayant vécu une à deux générations avant la reine Ahmès. De plus, Ahmès-Méritamon, épouse présumée d'Amenhotep Ier, n'est jamais « Mère de roi ».
Pour les tenants d'un lien de parenté entre Ahmès et les « Ahmosides », l'épouse de Thoutmôsis Ier serait donc une sœur du roi Amenhotep Ier. Sur une stèle du Ouadi Halfa où est reportée la proclamation de l'avènement de Thoutmôsis Ier, envoyée au vice-roi de Koush Touri, Ahmès est en effet représentée avec le nouveau roi et la reine-mère Ahmès-Néfertary, mère d'Amenhotep Ier. 
Mais il n'y a pas d'autres indications archéologiques reliant la grande épouse royale à la famille d'Amenhotep Ier, et plusieurs indices viennent rendre cette parenté incertaine. 
La présence de l'épouse révérée d'Ahmôsis pourrait également signifier son soutien à cette passation du pouvoir qui n'était à priori pas évidente.
Dans les inscriptions la concernant, Ahmès porte régulièrement les titres de « Grande épouse du roi », puis de « Mère du roi » sous le règne d'Hatchepsout. Moins souvent, elle est également « Sœur du roi ».
Si elle n'est pas la fille d'Amenhotep Ier, elle ne peut davantage être sa sœur, car elle serait dans ce cas également fille du roi Ahmôsis Ier. Or, malgré une documentation relativement abondante, l'absence du titre de « Fille du roi » est constante. Cet honneur n'aurait pas été passé sous silence, selon la phraséologie royale, si elle avait été la fille d'Ahmôsis. Elle n'est pas non plus « Épouse du dieu », charge prestigieuse comprise dans l'héritage d'Ahmès-Néfertary, première tenante du titre.
L'épouse royale Ahmès est donc considérée par un nombre important de spécialistes comme la sœur biologique de Thoutmôsis Ier. 
Elle serait alors, comme lui, la fille de la dame Séniséneb et d'un père non connu, pouvant être apparenté à la famille royale.
En effet, ces conclusions n'excluent pas la possibilité d'un lien familial moins direct avec les prédécesseurs de Thoutmôsis Ier.

## Maternité divine

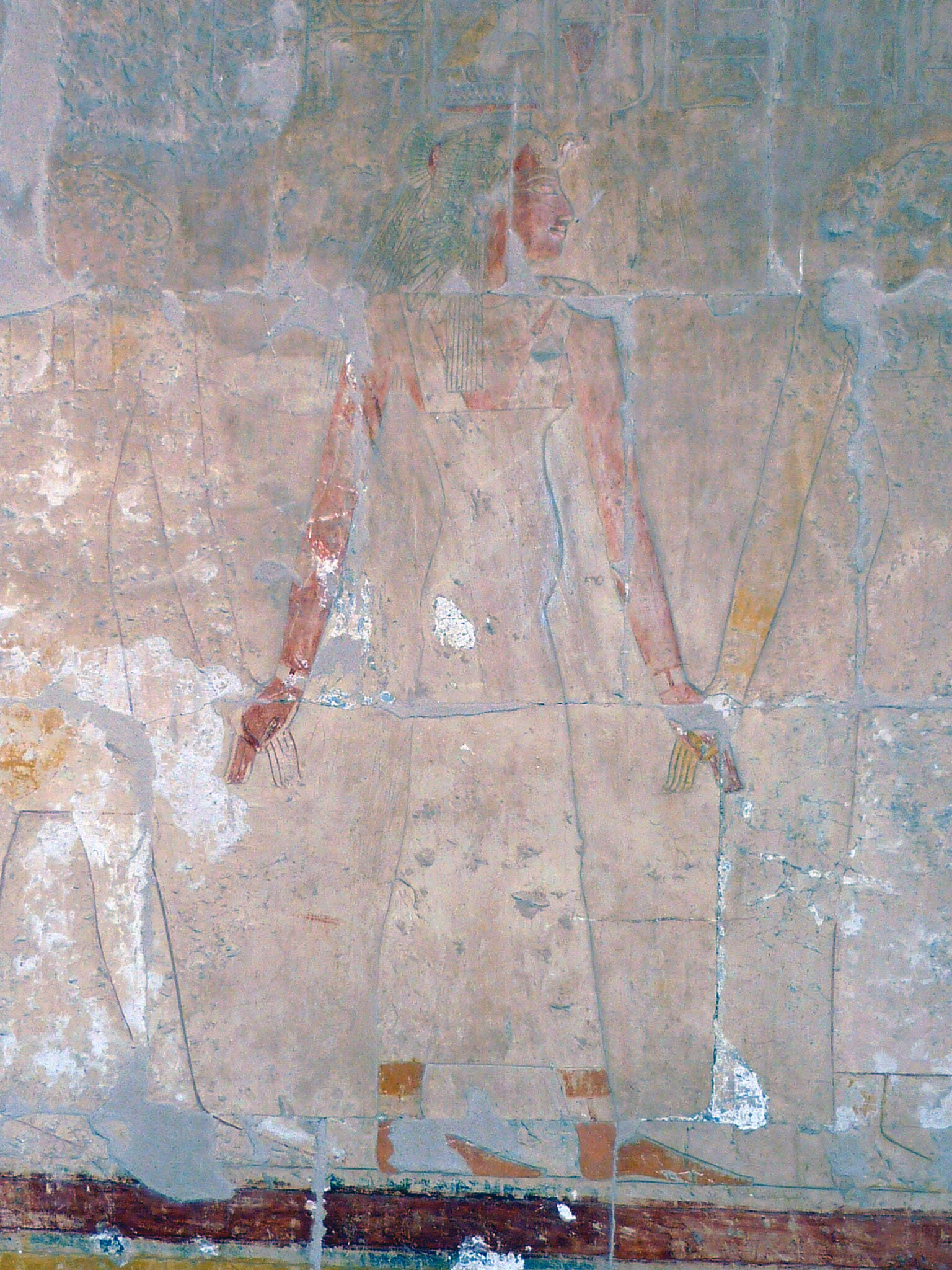
La reine Ahmès enceinte d'Hatchepsout. Relief du temple de Deir el-Bahari.

Dans son souci de légitimer son pouvoir, Hatchepsout affirme sa divinité en représentant sa conception, des œuvres du dieu Amon, sur les murs du temple qu'elle fait bâtir à Deir el-Bahari. Sa mère Ahmès y occupe un rôle central. 
Dans cette scène de théogamie, le dieu Amon annonce sa décision de concevoir un enfant qui règnera sur l'Égypte, et envoie le dieu Thot vérifier l'identité de la génitrice, la grande épouse royale Ahmès. Puis, sous les traits du roi Thoutmôsis Ier, le dieu rend visite à Ahmès, qui s'éveille au parfum de la divinité. Alors qu'Amon l'enlace, Ahmès reconnaît le dieu puis le couple s'unit. Si la relation amoureuse est représentée selon les règles en vigueur, avec beaucoup de pudeur et de retenue, elle est écrite en détail et sans équivoque.
S'ensuit la conception de l'enfant promise à la royauté par le dieu-potier Khnoum et plusieurs autres divinités. Le dieu Thot revient alors devant Ahmès, sans doute pour lui annoncer la conception miraculeuse.
À l'heure de la délivrance, Ahmès est conduite par les dieux Khnoum et Héqet vers le lieu de l'accouchement. Enfin, dans la scène suivante, la mère Ahmès est assise sur un trône, dans une immense composition où les principales divinités liées à la naissance et à la vie sont représentées. Le reste de la scène a pour but de montrer la présentation de la fille d'Amon à son père, et sa reconnaissance.
À gauche de la scène, Ahmès est représentée une dernière fois, alors qu'une suivante la recoiffe, pour signifier que l'enfantement, avec son cortège de douleurs, a bien eu lieu.